# Isola di Geruma
L'isola di Geruma|慶留間島|Geruma-jima|Okinawano: ギルマ Giruma, è un'isola giapponese dell'Oceano Pacifico. Essa fa parte del gruppo delle Isole Kerama nel Distretto di Shimajiri, Prefettura di Okinawa.
Questa piccola isola è collegata tramite un ponte alle isole di Fukaji e di Aka.